# Richard Oswald

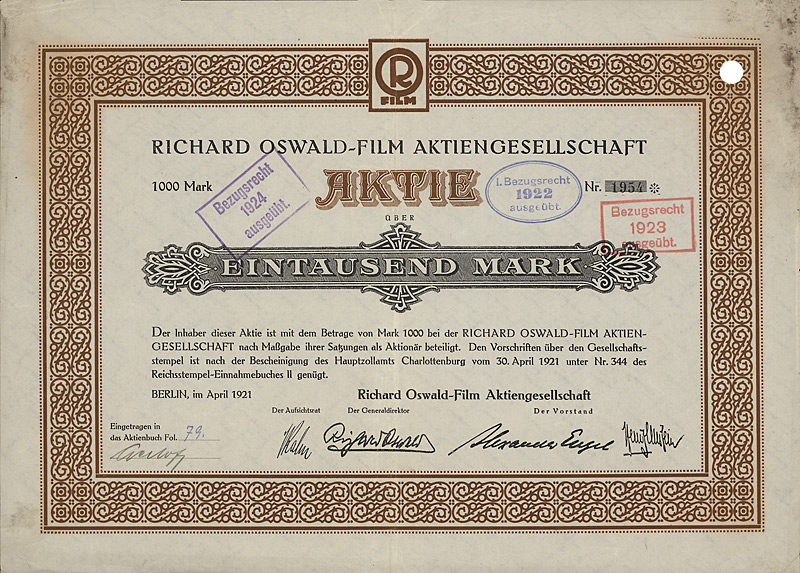
akcja Richard Oswald-Film z 1921

Richard Oswald (właśc. Richard W. Ornstein, ur. 5 listopada 1880 w Wiedniu, zm. 11 września 1963 w Düsseldorfie) – austriacki scenarzysta, reżyser i producent filmowy żydowskiego pochodzenia.
Był twórcą m.in. głośnego i skandalizującego wówczas filmu Inaczej niż inni (Anders als die Anderen) zrealizowanego w 1919 r. uważanego za pierwszy w historii kinematografii film o homoseksualizmie. Przed prześladowaniem ze strony niemieckich narodowych socjalistów uciekł do Stanów Zjednoczonych.
Od 1912 żonaty z Kathariną Wilhelminą Marią Parr, z którą miał dwoje dzieci: Ruth Oswald i Gerda Oswalda, również reżysera.

## Wybrana filmografia
Oswald wyreżyserował 97 filmów, był producentem 55 i scenarzystą 51. Jako aktor pojawił się w 3 filmach.

### Scenarzysta
- 1932: Unheimliche Geschichten
- 1921: Lady Hamilton
- 1920: Der Reigen - Ein Werdegang
- 1920: Kurfürstendamm
- 1919: Die Arche
- 1919: Die Letzten Menschen
- 1919: Anders als die Anderen
- 1918: Es werde Licht! 3. Der Teil
- 1916: Hoffmanns Erzählungen
- 1915: Hund von Baskerville, 3. Der Teil - Das unheimliche Zimmer
- 1915: Hund von Baskerville, 4. Der Teil
- 1914: Der Hund von Baskerville
- 1914: Hund von Baskerville, 2. Der Teil - Das einsame Haus

### Reżyser
- 1942: Isle of Missing Men
- 1938: Burza nad Azją (Tempete sur l'Asie)
- 1934: Bleeke Bet
- 1932: Unheimliche Geschichten
- 1931: Viktoria und ihr Husar
- 1930: Alraune
- 1929: Der Hund von Baskerville
- 1929: Cagliostro
- 1921: Lady Hamilton
- 1920: Der Reigen - Ein Werdegang
- 1920: Kurfürstendamm
- 1919: Die Letzten Menschen
- 1919: Die Arche
- 1919: Peer Gynt
- 1919: Anders als die Anderen
- 1918: Es werde Licht! 3. Der Teil
- 1916: Zirkusblut
- 1916: Hoffmanns Erzählungen
- 1915: Hund von Baskerville, 4. Der Teil
- 1915: Hund von Baskerville, 3. Der Teil - Das unheimliche Zimmer
- 1915: Lache Bajazzo

### Producent
- 1942: Isle of Missing Men
- 1923: Duch Ziemi (Erdgeist)
- 1920: Algol - Tragödie der Macht
- 1920: Der Reigen - Ein Werdegang
- 1919: Die Letzten Menschen
- 1919: Anders als die Anderen
- 1916: Zirkusblut